# MFK Tatran Liptovský Mikuláš
Maillots
Le MFK Tatran Liptovský Mikuláš est un club de football slovaque évoluant dans la ville de Liptovský Mikuláš.

## Histoire
Le club a été fondé le 22 juin 1934.
Le premier match de football du club fut un match amical contre le ŠK Smrečany, qui a eu lieu le 15 juillet 1934.

## Palmarès

### Bilan sportif
- Niké Liga
  - 8e : 2021-2022
- Deuxième division slovaque
  - Champion : 2020-2021
- Troisième division slovaque
  - Champion : 2006
- Coupe de Slovaquie
  - 1/4 de finaliste : 2017-2018

## Clubs affiliés
Les clubs suivants sont actuellement affiliés au MFK Tatran Liptovský Mikuláš :
- MŠK Žilina (2012-)[1]
- Kim Hee Tae Football Center Seoul (2020-)[2]

## Joueurs notables
Les anciens ou actuels joueurs notables suivants ont joué en équipe nationale pour leurs pays respectifs.
- Robin Hranáč
- Erik Jendrišek
- Tomáš Malec (en)
- Martin Polaček (en)